# 黃廷方
黃廷方（英語：Ng Teng Fong，1928年7月28日—2010年2月2日），或有誤作黃廷芳，原籍福建莆田江口鎮，新加坡及香港企業家，新加坡遠東機構、香港信和集團創辦人及大股東。

## 生平
黃廷方生於中國福建，四歲時與家人移居新加坡，其父黃玉書早年經營糧油雜貨店生意。1940年代黃廷方經營醬油創業，黃廷方1950年代開始在新加坡投資地産業，旗下遠東機構在新加坡主要商業區烏節路擁有多座物業，令他有「烏節地王」的稱號。遠東機構亦持有上市公司烏節廣場酒店61%股權，及新加坡浮爾頓酒店權益。旗下私人物業有Golden Landmark酒店、b-ert Court酒店等。他亦在新加坡食品生產商楊協成家族發生分裂風波時，逐步收購楊協成股權，成為大股東。
1970年代初，黃廷方到香港發展，1972年創辦信和集團，同年7月在香港上市，主力投資香港地產業。1980年代初期於尖沙咀東部發展多座商業大廈，並將部份出售。1981年3月，信和地產部份分拆為信和置業有限公司，並在香港上市。
黃廷方一直活躍於香港土地拍賣會，並曾多次以高價投得土地，因此在香港地產界有「超級大好友」之稱。但由於在1983年至1984年，香港因前途問題引起經濟低潮，令信和集團大受影響，虧損超過10億港元，需多年時間復元。在1997年亞洲金融風暴前，新加坡遠東機構亦一直以高價投標地皮，但近年卻較少競投，只有在2002年8月以2億新加坡元購入西湖園地段。他在生前已分別把其香港及新加坡主要業務，交由長子黃志祥及次子黃志達打理。
2007年年起在福布斯新加坡富豪榜，黃廷方家族排行第1名。
2020年，8月20日，福布斯亚洲发布2020年新加坡前50位富豪榜单，黃氏家族以130億美元位居第五位。
2010年2月2日，黃廷方去世，享壽81歲。

## 公職
- 香港工商界國慶籌委會成員
- 香港地產建設商會副會長

## 資料來源
- 《香港地產業百年》，馮邦彥，三聯書店
- 羅智先談合作必主動追求 （页面存档备份，存于） 商業周刊，第948期
- 曾淵滄專欄[永久] 蘋果日報，2006年8月29日
- 黄廷方在港公司频出击 （页面存档备份，存于） 聯合早報，2005年3月17日
- 信和大股東黃廷芳逝世[永久]